# 收錢吧

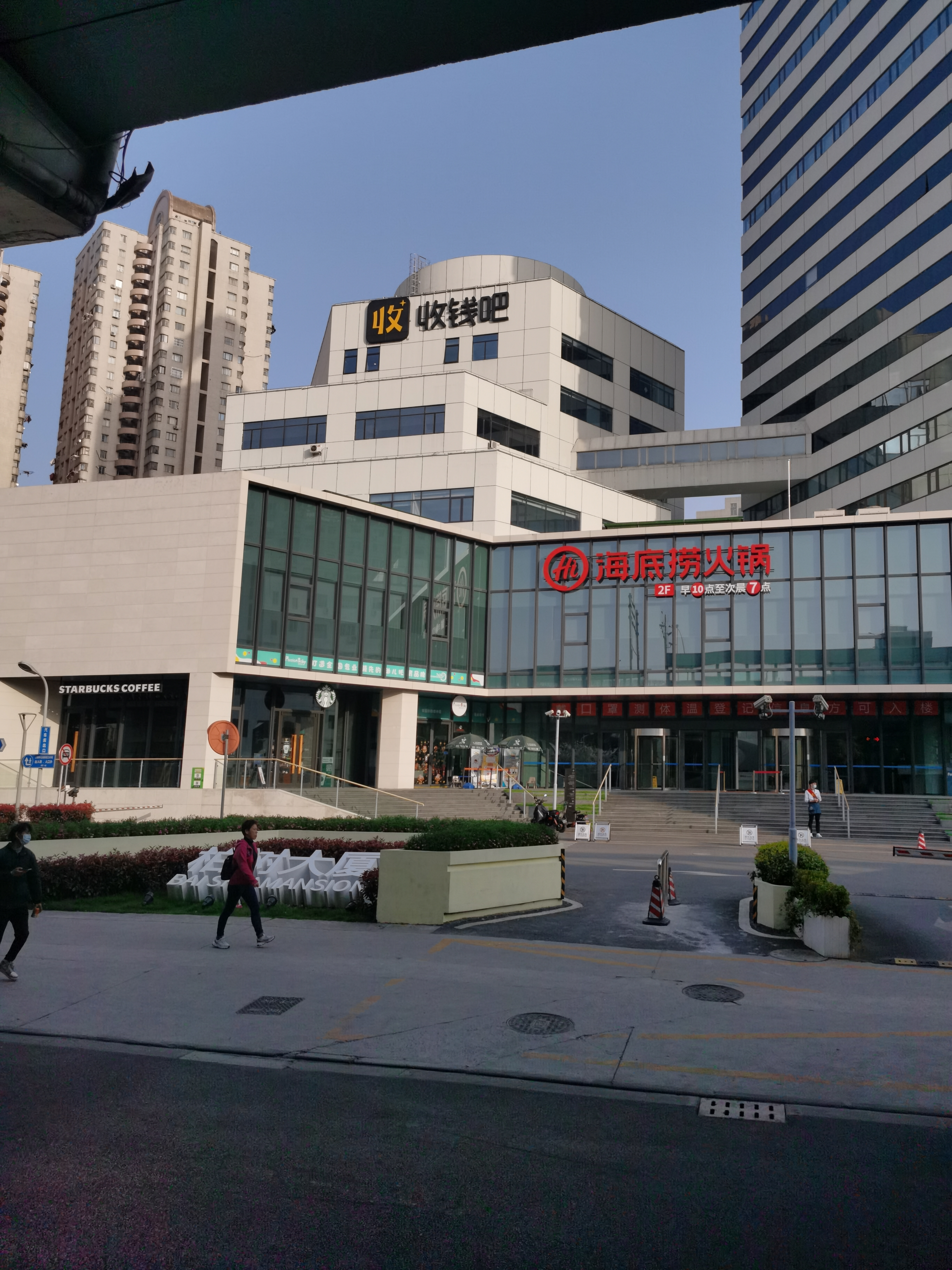
公司位于上海市虹口区大柏树的分部

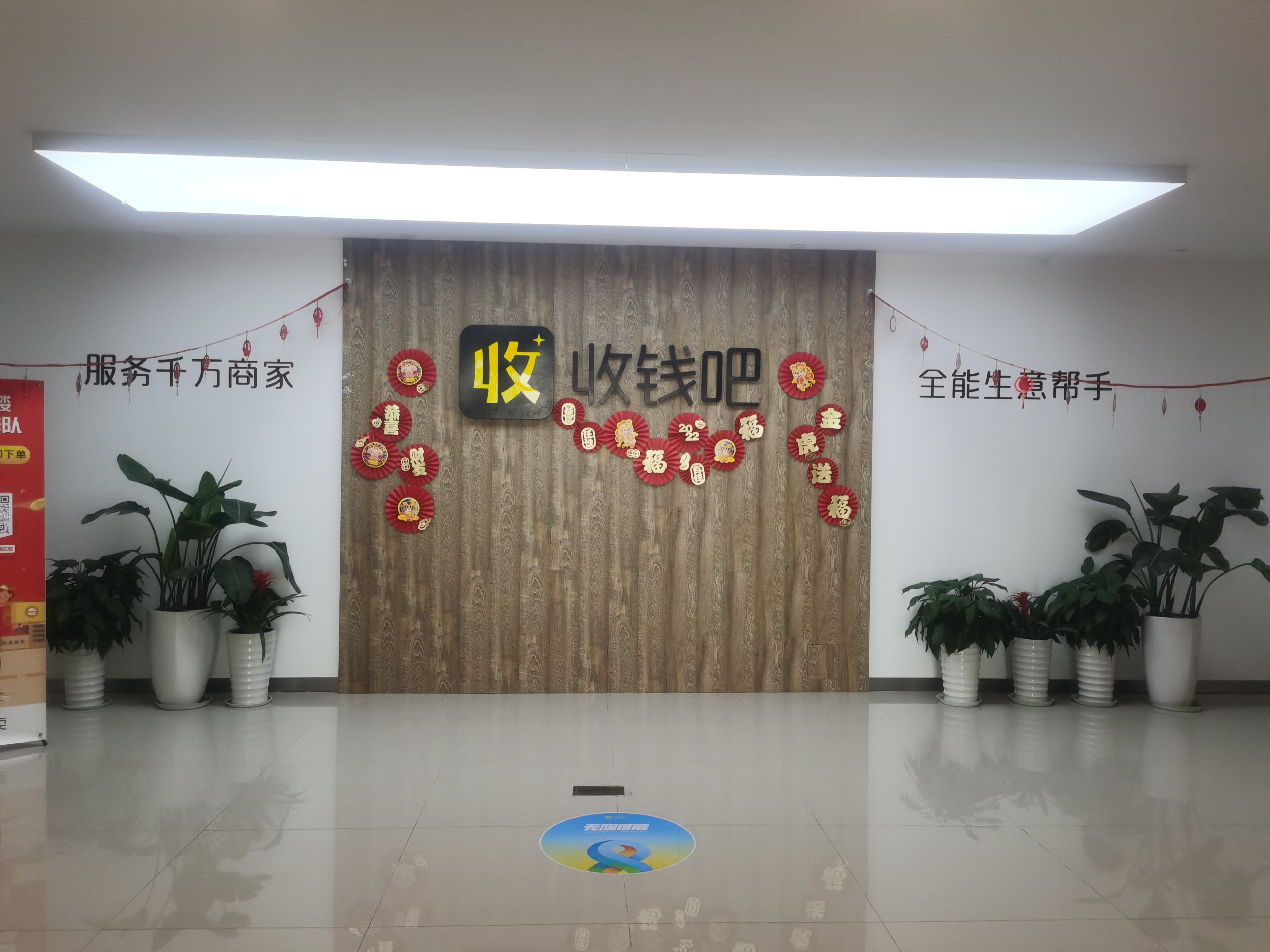
公司苏州分部，位于2.5产业园

收錢吧全称上海收钱吧互联网科技股份有限公司，是一家商店數字化服務企業，負責給商店接入移動支付（支付寶、微信支付）、共享充電寶、理财、借贷等其他業務。收錢吧提供給商家收款码，顧客掃描收款码後可以同時選擇支付寶、微信支付等支付方式支付。收錢吧公司成立於2013年6月。2020年12月15日变更為股份公司。

## 外部連結
- 官方网站